# Haplologie
Cet article possède un paronyme, voir Apologie.
En linguistique, l’haplologie (du grec ancien ἁπλόος haploos « simple » + λόγος logos « parole ») est une modification phonétique, un cas particulier de dissimilation consistant en la chute de l’un des phones ou groupes de phones identiques ou se ressemblant, qui se succèdent dans un mot ou dans des mots voisins,,,,,,,.

## Exemples d’haplologie dans quelques langues
Des segments identiques ou semblables sont apparus généralement entre morphèmes au cours de la formation des mots par composition ou par dérivation, puis certains mots ainsi formés ont évolué dans la même langue en subissant l’haplologie, éventuellement à côté d’autres modifications phonétiques. En latin, par exemple, le mot nutrīx aurait évolué d’une forme non attestée *nutrītrīx, ou le mot labilis « labile » – de labibilis.
Certains mots non affectés par l’haplologie ont été empruntés par d’autres langues et intégrés y compris par haplologie. En français, par exemple, le mot du latin ecclésiastique idololatria a été adopté sous la forme idolâtrie.
On a appliqué également l’haplologie dans le processus de formation de mots dans des périodes relativement récentes de l’histoire des langues. Par exemple, des mots devenus internationaux comme (fr) tragi-comique et tragi-comédie, cf. (ru) трагикомедия traguikomedia, (ro) tragi-comic, se sont formés par composition des mots correspondant à tragique + comique et comédie, respectivement, par le procédé habituel dans les langues romanes qui recourt à l’emploi de la voyelle de liaison -o-, ce qui a donné en français tragico-comique et tragico-comédie. L’haplologie en a fait les formes consacrées par les variétés standard de ces langues.
Des cas d’haplologie entre mot base et suffixe de dérivation sont, par exemple :
(fr) analyse + -iste > analysiste > analyste (suppression du i du suffixe, suppression du groupe is) ;
(en) prevent « prévenir » + -ative > preventative > preventive « préventif » (suppression du groupe at du suffixe);
(ru) розов(ый) rozov(yï) « rose » + -оват -ovat > розововатый rozovovatyï > розоватый rozovatyï (suppression de l’un des groupes ov) « rosâtre »;
(hu) ok + vet + -etlen > okvetetlen > okvetlen (suppression de l’un des groupes et) « impérieux » ;
(hr) bez- « sans » + zakonit « legal » > bezzakonit > bezakonit « illégal ».
Certains mots composés existent dans la variété standard de la langue, même dans la terminologie linguistique, en variantes sans haplologie et avec haplologie, par exemple même le terme (en) haplology > haplogy, ou le terme (fr) morphophonologie > morphonologie.
L’haplologie a des applications syntaxiques aussi, entre mots qui se succèdent dans des syntagmes. En français standard, par exemple, on dit Il écrit dans Le Monde, où l’article défini Le fait partie du titre du journal et il se conserve, mais on supprime l’article défini le qui devrait suivre normalement la préposition. Un autre exemple est J’irai à la place de *J’y irai, même quand dans le contexte précédent il y a un complément auquel devrait se référer le pronom y. Un exemple d’haplologie dans le cas de segments non pas identiques mais seulement semblables est la suppression du pronom personnel atone complément d’objet direct devant le pronom personnel atone complément d’objet indirect, les deux de la 3e personne, suppression qui n’a pas lieu d’ordinaire : Ma chère maman, si jolie, si élégante, et qui me plaisait tant sans que j’ose lui dire (Paul Léautaud), au lieu de … le lui dire.
Les cas d’haplologie ci-dessus, étant standard, sont rendus par l’écriture correcte des langues en cause. Il y a cependant des cas, également standard, où l’haplologie n’apparaît pas à l’écrit. C’est le cas de l’élimination de l’hiatus entre voyelles identiques ou très ressemblantes en français. Par exemple, dans une phrase comme Il va à Arras, les deux hiatus entre les trois [a] qui se succèdent est éliminé par haplologie et l’allongement d’un seul [a] : [ilvaːʁɑs].
L’haplologie est présente dans des variétés non standard aussi, par exemple dans les registres de langue familier et populaire, ou en tant que phénomène individuel dans la parole fluide et rapide. Elle est rendue par écrit seulement dans un but stylistique. Exemples :
(fr) pa < papa, lycéen [liˈsɛ̃] < [liseˈɛ̃] ;
(ro) jumate < jumătate « moitié »;
(en) library [ˈlaɪbrɪ] < [ˈlaɪbrərɪ] « bibliothèque » ;
(hr) Tankosa (prénom féminin) < Tankokosa « aux cheveux fins » < tanka « fine » + kosa (féminin singulier) « cheveux ».

## Sources bibliographiques
- (hr) Barić, Eugenija et al., Hrvatska gramatika [« Grammaire croate »], Zagreb, Školska knjiga, 1997, 2e éd., 683 p. (ISBN 953-0-40010-1)
- (ro) Bidu-Vrănceanu, Angela et al., Dicționar general de științe. Științe ale limbii [« Dictionnaire général des sciences. Sciences de la langue »], Bucarest, Editura științifică, 1997 (ISBN 973-44-0229-3, lire en ligne)
- (en) Bussmann, Hadumod (dir.), Dictionary of Language and Linguistics [« Dictionnaire de la langue et de la linguistique »], Londres – New York, Routledge, 1998 (ISBN 0-203-98005-0, lire en ligne [PDF])
- (ro) Constantinescu-Dobridor, Gheorghe, Dicționar de termeni lingvistici [« Dictionnaire de termes linguistiques »] (DTL), Bucarest, Teora, 1998 (sur Dexonline.ro)
- (en) Crystal, David, A Dictionary of Linguistics and Phonetics [« Dictionnaire de linguistique et de phonétique »], Oxford, Blackwell Publishing, 2008, 4e éd., 529 p. (ISBN 978-1-4051-5296-9, lire en ligne [PDF])
- Dubois, Jean et al., Dictionnaire de linguistique, Paris, Larousse-Bordas/VUEF, 2002 (lire en ligne)
- Maurice Grevisse et André Goosse, Le Bon Usage : grammaire française, Bruxelles, De Boeck Université, 2007, 14e éd., 1584 p. (ISBN 978-2-8011-1404-9, lire en ligne [PDF])
- (hu) Tótfalusi, István, Idegenszó-tár. Idegen szavak értelmező és etimológiai szótára [« Dictionnaire étymologique de mots étrangers »], Budapest, Tinta, 2008, 3e éd. (ISBN 978-963-7094-92-7, ISSN 1589-4371, lire en ligne) (PDF à télécharcher)
- (ru) Iartseva, V. N. (dir.), Лингвистический энциклопедический словарь [« Dictionnaire encyclopédique de linguistique »], Moscou, Sovietskaïa Entsiklopedia,‎ 1990 (lire en ligne)